# Brevbombe
En brevbombe er en bombe der bliver sendt med posten og eksploderer, når modtageren åbner den.

## Brevbomber i Danmark
Brevbomber har været anvendt i Danmark. En af de første beskrivelser af en brevbombe stammer fra embedsmanden Bolle Willum Luxdorphs dagbøger. Han nedskrev begivenheder i samtiden fra ind- og udland. Den 19. januar 1764 skriver han: "Obrister [oberst] Poulsen paa Børglum-Closter bliver sendt med Posten en Eske. Da hand aabner den, befindes deri Krudt og en Fyrlaas, som sætter Ild deri, saa at hand bliver meget beskadiget." Den 15. februar samme år skriver han: "Obrister Poulsøn faaer et tydsk Brev, at Dosis skal med det første blive stærkere."  I en senere optegnelse har Luxdorph i et historisk værk fundet et lignende tilfælde, som også var fra året 1764, men som skete i Savona i Italien..
I 1972 blev brevbomber der var sendt til jødiske organisationer i Danmark opfanget af politiet i Indien.
Samme år i december blev det 33-årig PFLP-medlem Achmed Awadella hårdt såret af en brevbombe.
Bomben var muligvis sendt af PLO's terrororganisation Sorte September.
Søllerødgadebomben der dræbte en person på Internationale Socialister's kontor den 16. marts 1992 var muligvis en brevbombe.
I 1995 var en brevbombe på 500 gram plastisk sprængstof adresseret til Jonni Hansen, lederen af Danmarks Nationalsocialistiske Bevægelse(DNSB).
I 1997 forsøgte en dansk nationalsocialist, Thomas Derry Nakaba, sammen med to andre nationalsocialister at sende tre brevbomber fra en postkasse i Malmø. Han blev idømt otte års fængsel.
I september 2010 var der gisninger fremme om at bombesprængningen på Hotel Jørgensen skete ved fremstillingen af en brevbombe.